# Янченко Володимир Ананійович
Володимир Ананійович Я́нченко (11 квітня 1882, с. Василівка Полтавського повіту Полтавської губернії — ?) — український військовий діяч, генерал-хорунжий Армії УНР.

## Життєпис

### Служба в російській армії
Народився у с. Василівка Полтавського повіту Полтавської губернії. Походив з родини потомственого почесного громадянина. Закінчив Полтавське реальне училище, Київське піхотне юнкерське училище (1903), вийшов підпоручиком до 201-го піхотного резервного Лебединського батальйону (з 1 січня 1904 р. — полку). Згодом служив у 129-му піхотному Бессарабському полку (Київ). На початку Першої світової війни був переведений до 277-го піхотного Переяславського полку, що формувався з частини 129-го Бессарабського, командував ротою, батальйоном. З 1 червня 1916 р. — підполковник. З 27 січня 1917 р. — помічник командира полку. З 8 лютого 1917 р. — полковник. З 1 березня 1917 р. — командир 277-го піхотного Переяславського полку.

### Служба в українській армії
Одним із перших старший офіцерів російської армії зголосився до розпорядження Центральної Ради. З 9 грудня 1917 р. — командир 3-го Українського запасного полку у Чернігові. 10 лютого 1918 р. був демобілізований. З 23 жовтня 1918 р. — військовий писар Чернігівського Коша Українського Козацтва. З 27 листопада 1918 р. — помічник отамана Коша. З 16 грудня 1918 р. — губернський комендант на Чернігівщині.
З 18 грудня 1918 р. (за сумісництвом) — начальник 5-го Чернігівського корпусу військ Директорії. З 8 березня 1919 р. — у резерві старшин штабу Дієвої армії УНР. З 7 травня 1919 р. — начальник 17-ї дієвої дивізії Північної групи Дієвої армії УНР. З 31 травня 1919 р. — командир 3-го пішого Подільського полку (переформованого з 17-ї дієвої дивізії) 1-ї Північної дивізії Дієвої армії УНР. З 4 червня 1919 р. — начальник 4-ї Холмськоі (згодом — Сірожупанної) дивізії Дієвої армії УНР. 5 вересня 1919 р. залишив посаду, перебував у розпорядженні начальника Генерального штабу Дієвої армії УНР. З 5 жовтня 1919 р. — начальник етапної дільниці ч. 3. З 6 грудня 1919 р. — у розпорядженні штабу Збірної Київської дивізії Дієвої армії УНР. Учасник Першого Зимового походу. Лицар Залізного Хреста. Протягом 11 лютого — 3 березня 1920 р. — в. о. начальника Київської дивізії. З 6 квітня 1920 р. — штаб-старшина для особливих доручень штабу дивізії. З 17.09.1920 р. — другий помічник командира 4-ї Київської дивізії Армії УНР. З 23 грудня 1920 р. — т. в. о. командира 10-ї бригади 4-ї Київської дивізії Армії УНР. Протягом 20 квітня — 14 травня 1921 р., 21 — 28 червня 1921 р., 19– 24 липня 1921 р. виконував обов'язки начальника 4-ї Київської дивізії Армії УНР. 22 жовтня 1921 р. вибув з табору в Александруві-Куявському для участі у Другому Зимовому поході. З 27 жовтня 1921 р. — начальник Київської повстанчої дивізії у Другому Зимовому поході. З 1 листопада 1921 р. — генерал-хорунжий. 19 листопада 1921 повернувся до Польщі після невдачі Другого Зимового походу. 14 грудня 1921 р. повернувся до табору в Александруві-Куявському, прийняв посаду начальника 4-ї Київської дивізії Армії УНР.
У 1920-х рр. жив на еміграції у Польщі. Подальша доля невідома.